# Exene Cervenka
Christene Edge connue sous le nom de scène d'Exene Cervenka, née le 1er février 1956 à Chicago, est une chanteuse de punk et auteure américaine.
Cervenka est la chanteuse du groupe punk X formé en 1977. En dehors de son activité au sein de X, elle a aussi sorti des disques de commentaires (spoken words), en particulier avec Lydia Lunch. Cervenka joue aussi dans le groupe Original Sinners. Elle travaille en tant qu'enseignante et bibliothécaire dans la ville de Los Angeles en Californie.
X fait encore des concerts avec Exene comme chanteuse.
Exene a eu un enfant de son mariage avec l'acteur Viggo Mortensen : Henry Blake Mortensen né le 28 janvier 1988.